# آلن رابین
آلن رابین (انگلیسی: Alan Rubin؛ ۱۱ فوریهٔ ۱۹۴۳ – ۸ ژوئن ۲۰۱۱) یک موسیقی‌دان اهل ایالات متحده آمریکا بود.
از فیلم‌ها یا برنامه‌های تلویزیونی که وی در آن نقش داشته است می‌توان به برادران بلوز ۲۰۰۰ اشاره کرد.